# ローマ中央庭球競技場
ローマ中央庭球競技場（ローマちゅうおうていきゅうきょうぎじょう、Stadio del tennis di Roma）は、イタリア共和国ローマ市に在する庭球競技場。

## 概要
本競技場は、スタディオ・オリンピコ・ディ・ローマを中心とするスポーツ・コンプレックス施設（フォロ・イタリコ）に、2010年に建設された施設である。
イタリア最大の庭球競技場であり、収容人数は10,500名である。
2010年4月27日、ローマ県長のニコラ・シンガレッティら行政要人、プロテニス選手のロジャー・フェデラーとラファエル・ナダルらが出席して開場式が行われた。
本競技場は、開場以来、例年5月に開催される男子プロテニス協会（ATP）ツアーのBNLイタリア国際大会のメイン会場であり、サーフェスはクレーコートである。
またテニス以外でも、バレーボール国際大会（バレーボールイタリア男子代表のホームゲーム）、音楽コンサートなど幅広い用途でのイベントが開催される。
2018年バレーボール男子世界選手権（イタリア/ブルガリア共同開催）では、9月9日の開幕戦にてイタリア 対 日本戦が本競技場にて開催された。